# 波斯尼亚和黑塞哥维那签证政策
入境波斯尼亚和黑塞哥维那的旅客必须从波斯尼亚和黑塞哥维那驻外机构获得签证，除非他们是免签证的国家之一。
作为申请加入欧盟的国家，波斯尼亚和黑塞哥维那维持着与申根区相似的签证政策。波斯尼亚和黑塞哥维那对所有申根附件II国籍给予免签证入境，也对其他几个国家（阿塞拜疆，巴林，中国，科威特，阿曼，卡塔尔，俄罗斯和土耳其）给予免签证入境。

## 签证政策地图

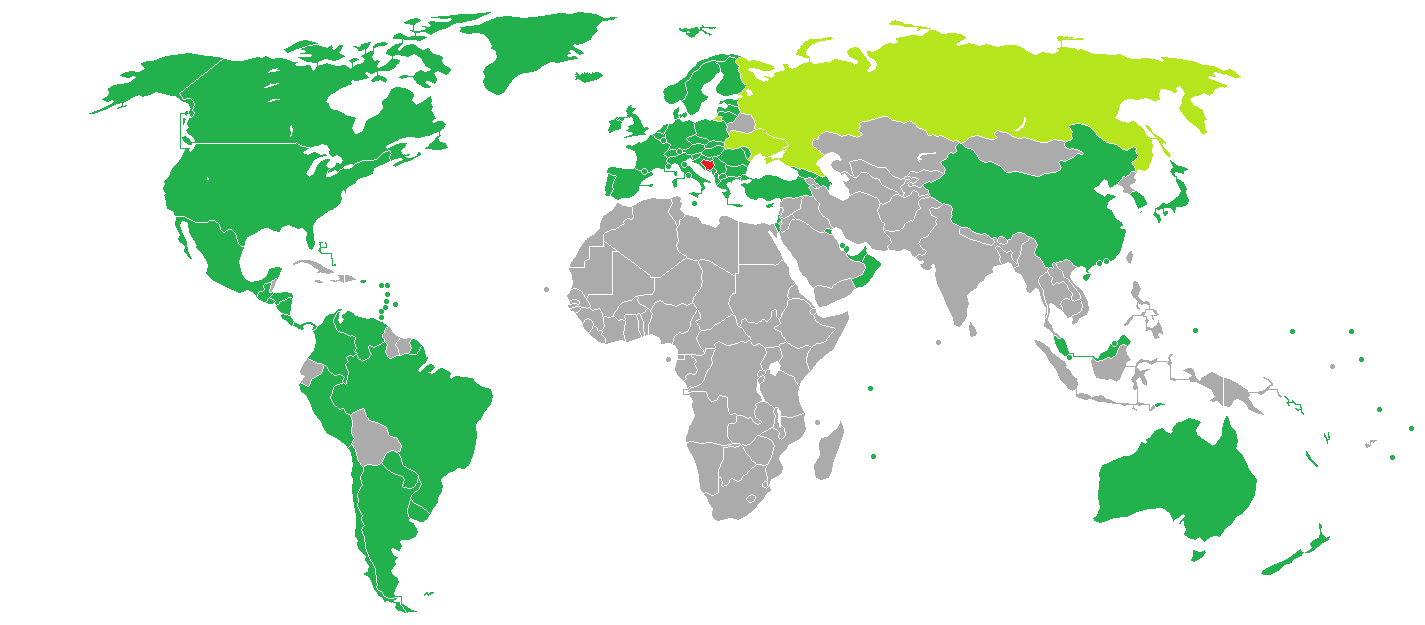
波斯尼亚和黑塞哥维那签证政策
波斯尼亚和黑塞哥维那
免签证入境

## 免签证入境
以下97个国家/地区护照得持有人，包括无国籍人和难民，可以在没有签证的情况下在180天内进入和停留波斯尼亚和黑塞哥维那长达90天（除非另有说明）：
| - 欧盟公民1 - 阿尔巴尼亚 1 - 安道尔 - 安地卡及巴布達 - 阿根廷 - 巴哈马 - 巴林 - 巴西 - 加拿大 - 智利 - 中华人民共和国 - 哥伦比亚 - 多米尼克 - 薩爾瓦多 - 格瑞那達 - 聖座 - 香港 | - 冰島 - 以色列 - 日本 - 基里巴斯 - 科威特 - 列支敦斯登 1 - 澳門 - 马来西亚 - 马绍尔群岛 - 模里西斯 - 墨西哥 - 密克羅尼西亞聯邦 - 摩尔多瓦 - 摩納哥 1 - 蒙特內哥羅 1 - 新西兰 - 尼加拉瓜 - 北馬其頓 1 - 挪威 - 阿曼 - 帛琉 - 巴拿马 - 巴拉圭 - 秘魯 | - 俄羅斯（30天） - 圣基茨和尼维斯 - 圣卢西亚 - 萨摩亚 - 圣马力诺 1 - 塞爾維亞 1 - 塞舌尔 - 新加坡 - 所罗门群岛 - 瑞士 1 - 臺灣 - 东帝汶 - 千里達及托巴哥 - 土耳其 - 乌克兰（30天） - 阿联酋 - 英国 - 美国 - 乌拉圭 - 委內瑞拉 |  |

1 - 可以使用身份证（包括爱尔兰护照卡）进入，在每180天内最多停留90天
最长逗留期为6个月（俄罗斯和乌克兰公民为2个月）。

### 替代签证
持有有效的欧盟居留许可、申根区签证或美国签证多次入境签证可以免签证进入波斯尼亚和黑塞哥维那最长停留时间为30天。 这不适用于科索沃護照的持有人。

### 非普通护照
白俄罗斯、中国、古巴、埃及、印度尼西亚、伊朗、约旦、哈萨克斯坦、摩尔多瓦、巴基斯坦、沙特阿拉伯和突尼斯的外交或官方/公务护照的持有人不需要申请签证，阿尔及利亚和亚美尼亚的仅外交护照的持有人不需要申请签证，对于居住在这些国家得无国籍人和难民同样也不需要签证（中美洲，南美和加勒比海国家除外）。

## 旅客统计
大多数短期访问波斯尼亚和黑塞哥维那的游客来自以下国家：
| 国家       | 2018      | 2017    |
| ---------- | --------- | ------- |
|            | 116,823   | 96,986  |
| 土耳其     | 90,749    | 85,416  |
| 塞爾維亞   | 88,797    | 77,867  |
| 斯洛維尼亞 | 65,002    | 55,527  |
| 德国       | 50,402    | 34,612  |
|            | 45,388    | 52,056  |
| 義大利     | 44,979    | 43,718  |
| 波蘭       | 39,811    | 39,551  |
| 阿联酋     | 35,255    | 33,896  |
| 美国       | 28,187    | 25,926  |
| 奥地利     | 26,560    | 23,889  |
| 合计       | 1,052,898 | 923,221 |